# Conseil épiscopal latino-américain

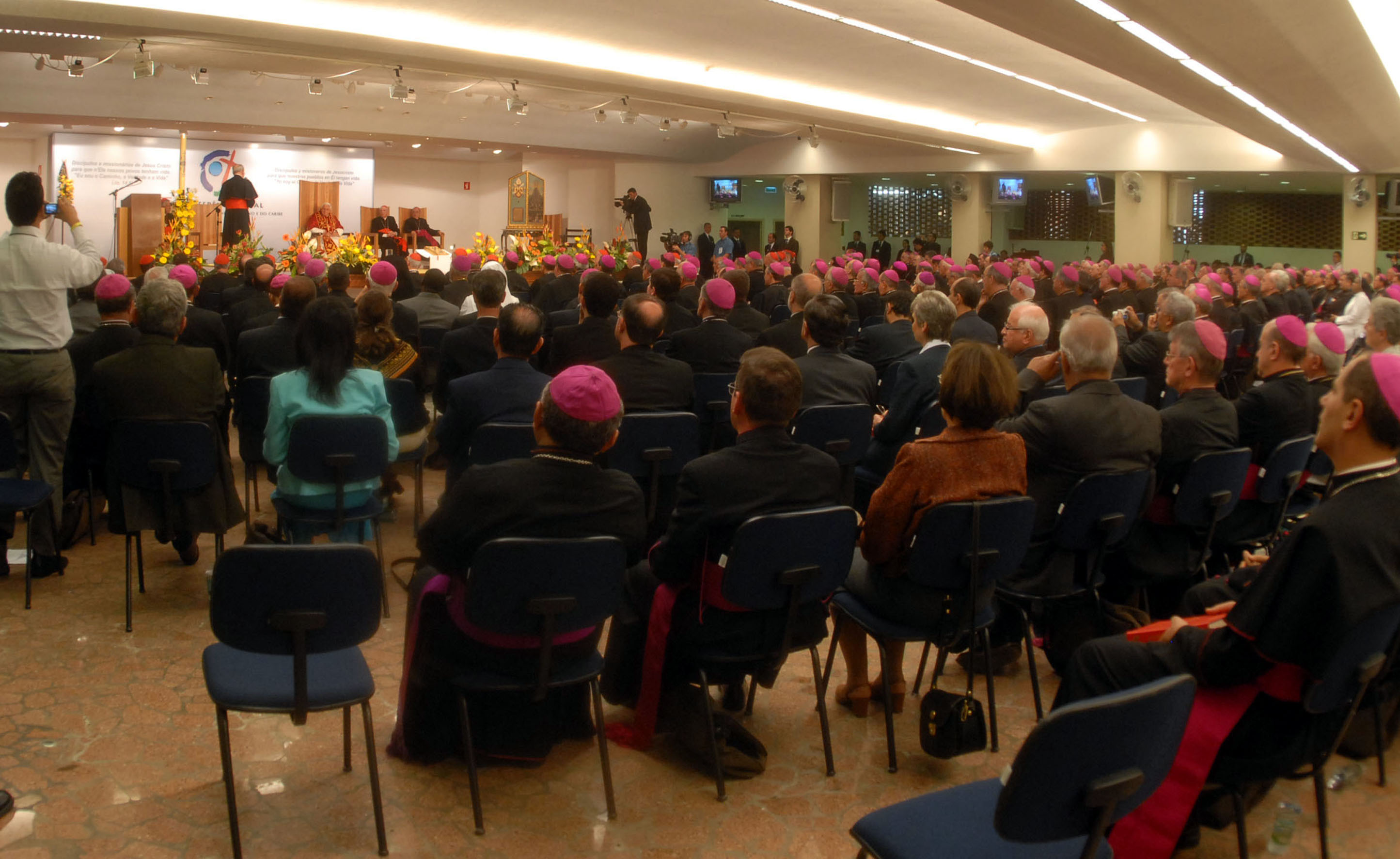
Le pape Benoît XVI ouvre la générale de l’épiscopat latino-américain et des Caraïbes à Aparecida au Brésil en 2007.

Le Conseil épiscopal latino-américain (en espagnol : Consejo Episcopal Latinoamericano, abrégé CELAM) est un organisme de l’Église catholique qui regroupe des représentants des conférences épiscopales d’Amérique latine et des Caraïbes, pour définir des orientations pastorales pour le continent. Il a été fondé en 1955 par le pape Pie XII, à la suite d’une demande des évêques formulée à la conférence de Rio de Janeiro. Le CELAM a participé depuis à l’organisation des quatre autres conférences générales de l’épiscopat latino-américain et caribéen.

## Origine et création
Si depuis le Concile plénier latino-américain (pt), qui se tient à Rome en Italie du 28 mai au 9 juillet 1899, on pouvait observer des réunions périodiques dans les diocèses de chaque nation, il n’existait pas une structure permettant aux évêques de toute l’Amérique latine d’échanger.
Du 25 juillet au 4 août 1955, le pape Pie XII convoque une grande conférence réunissant tous les évêques latino-américains, la conférence de Rio de Janeiro. Celle-ci débouche essentiellement sur la création du Conseil épiscopal latino-américain, approuvée par le pape.
Il est vite dominé[précision nécessaire] par les figures de dom Helder Camara, alors évêque auxiliaire de Rio, et de Manuel Larraín (es), évêque de Talca (Chili), qui soulignent la misère des peuples d’Amérique latine.
Pie XII a rapidement par la suite, en 1958, créé la Commission pontificale pour l’Amérique latine, pour « aider efficacement » le CELAM.
Après le concile Vatican II, la conférence de Medellin, en 1968, fit le choix prioritaire des pauvres, « engageant l’Église pour le développement intégral de tout l’homme et de tous les hommes vers une libération ». Le théologien péruvien Gustavo Gutiérrez lance alors le terme « théologie de la libération », le considérant « plus biblique » et théologique.

## Membres

### Assemblée ordinaire
Tous les quatre ans a lieu une assemblée ordinaire, qui rassemble les présidents des conférences épiscopales nationales membres ainsi qu’un autre membre de chacune d’elles :
- Conférence épiscopale des Antilles,
- Conférence épiscopale argentine,
- Conférence épiscopale bolivienne,
- Conférence nationale des évêques du Brésil,
- Conférence épiscopale du Chili,
- Conférence épiscopale de Colombie,
- Conférence épiscopale du Costa Rica,
- Conférence des évêques catholiques de Cuba,
- Conférence épiscopale équatorienne,
- Conférence épiscopale du Guatemala,
- Conférence épiscopale d’Haïti,
- Conférence épiscopale du Honduras,
- Conférence de l’épiscopat mexicain,
- Conférence épiscopale du Nicaragua,
- Conférence épiscopale panaméenne,
- Conférence épiscopale paraguayenne,
- Conférence épiscopale péruvienne,
- Conférence épiscopale portoricaine,
- Conférence de l’épiscopat dominicain,
- Conférence épiscopale du Salvador,
- Conférence épiscopale de l’Uruguay,
- Conférence épiscopale vénézuélienne.

Ils élisent notamment parmi eux les représentants du CELAM : le président, deux vice-présidents, et le secrétaire général.

### Président
Le président en 2022 est Miguel Cabrejos Vidarte, représentant péruvien, archevêque de Trujillo, depuis le 15 mai 2019.
Il y a eu précédemment :
- Miguel Darío Miranda y Gómez, cardinal (après son mandat) mexicain, archevêque de Mexico, de 1958 à 1963 ;
- Hélder Câmara, évêque brésilien devenu archevêque d’Olinda et Recife pendant son mandat, de 1963 à 1965 ;[précision nécessaire]
- Manuel Larraín Errázuriz (es), évêque chilien de Talca, de 1965 à 1966 ;[réf. nécessaire]
- Avelar Brandão Vilela, cardinal (après son mandat) brésilien, archevêque de Teresina puis de São Salvador da Bahia, de 1966 à 1972 ;
- Eduardo Francisco Pironio, cardinal (après son mandat) argentin et depuis 2022 vénérable, alors évêque de Mar del Plata, de 1972 à 1975 ;
- Aloísio Lorscheider, cardinal (pendant son mandat) brésilien, alors archevêque de Fortaleza, de 1975 à 1979 ;
- Alfonso López Trujillo, cardinal (à la fin de son mandat) colombien, archevêque de Medellín (possiblement coadjuteur en début de mandat), de 1979 à 1983 ;
- Antonio Quarracino, cardinal (après son mandat) argentin, évêque d’Avellaneda puis à partir de 1986 archevêque de La Plata, de 1983 à 1987 ;
- Darío Castrillón Hoyos, cardinal (après son mandat) colombien, alors évêque de Pereira, de 1987 à 1991 ;
- Nicolás de Jesús López Rodríguez, cardinal (possiblement juste après le début de son mandat) dominicain, archevêque de Saint-Domingue, de 1991 à 1995 ;
- Óscar Andrés Rodríguez Maradiaga, cardinal (après son mandat) hondurien, archevêque de Tegucigalpa, de 1995 à 1999 ;
- Jorge Enrique Jiménez Carvajal, futur cardinal colombien[5], alors évêque de Zipaquirá, de 1999 à 2003 ;
- Francisco Javier Errázuriz Ossa, cardinal chilien, archevêque de Santiago, de 2003 au 12 juillet 2007 ;
- Raymundo Damasceno Assis, cardinal (à la fin de son mandat) brésilien, archevêque d’Aparecida, du 12 juillet 2007 au 19 mai 2011 ;
- Carlos Aguiar Retes, cardinal (après son mandat) mexicain, alors archevêque de Tlalnepantla, du 19 mai 2011 au 13 mai 2015 ;
- Rubén Salazar Gómez, cardinal colombien, archevêque de Bogota, du 13 mai 2015 au 15 mai 2019.

### Premier vice-président
Le premier vice-président en 2022 est le cardinal brésilien Odilo Pedro Scherer, archevêque de São Paulo, depuis le 15 mai 2019.

### Second vice-président
Le second vice-président en 2022 est le cardinal nicaraguayen Leopoldo José Brenes Solórzano, archevêque de Managua, depuis le 15 mai 2019.

### Secrétaire général
Le secrétaire général en 2022 est le représentant argentin Jorge Eduardo Lozano (de), archevêque de San Juan de Cuyo, depuis le 6 novembre 2020.
Il y a eu précédemment :
- Julián Mendoza Guerrero, représentant colombien, évêque de Buga (après son mandat), de 1958 à 1967 ;
- Eduardo Francisco Pironio, cardinal (après son mandat) argentin et depuis 2022 vénérable, alors évêque auxiliaire de l’archidiocèse de La Plata, de 1972 à 1975 ;
- Alfonso López Trujillo, cardinal (à la fin de son mandat) colombien, évêque auxiliaire de l’archidiocèse de Bogota puis archevêque coadjuteur (et possiblement archevêque) de Medellín, de 1972 à 1979 ;
- Antonio Quarracino, cardinal (après son mandat) argentin, alors évêque d’Avellaned, de 1979 à 1983 ;
- Darío Castrillón Hoyos, cardinal (après son mandat) colombien, alors évêque de Pereira, de 1983 à 1987 ;
- Óscar Andrés Rodríguez Maradiaga, cardinal (après son mandat) hondurien, alors évêque auxiliaire de l’archidiocèse de Tegucigalpa, de 1987 à 1991 ;
- Raymundo Damasceno Assis, cardinal (après son mandat) brésilien, alors évêque auxiliaire de l’archidiocèse de Brasília, de 1991 à 1995 ;
- Jorge Enrique Jiménez Carvajal, futur cardinal colombien[5], alors évêque de Zipaquirá, de 1995 à 1999 ;
- Felipe Arizmendi Esquivel, cardinal (après son mandat) mexicain, évêque de Tapachula puis de San Cristóbal de Las Casas, de 1999 à 2000 ;[pourquoi ?]
- Carlos Aguiar Retes, cardinal (après son mandat) mexicain, alors évêque de Texcoco, de 2000 à 2003 ;
- Ramón Benito de la Rosa y Carpio (es), représentant dominicain, archevêque de Santiago de los Caballeros, de 2003 à 2004 ;
- Andrés Stanovnik (es), représentant argentin, alors évêque de Reconquista, de 2004 au 12 juillet 2007 ;
- Víctor Sánchez Espinosa (es), représentant mexicain, alors évêque auxiliaire de l’archidiocèse de Mexico, puis archevêque de Puebla, du 12 juillet 2007 à juin 2009 ;
- José Francisco González González (es), représentant mexicain, alors évêque auxiliaire de l’archidiocèse de Guadalajara, de juin 2009 au 19 mai 2011 ;
- Santiago Silva Retamales, représentant chilien, alors évêque auxiliaire de Valparaiso, du 19 mai 2011 au 15 mai 2015 ;
- Juan Espinoza Jiménez (es), représentant mexicain, alors évêque auxiliaire de l’archidiocèse de Morelia, du 15 mai 2015 au 15 mai 2019 ;
- Juan Carlos Cárdenas Toro (es), représentant colombien, évêque auxiliaire de l’archidiocèse de Cali, du 15 mai 2019 au 6 novembre 2020.[pourquoi ?]

## Conférences générales de l’épiscopat latino-américain et caribéen
Se sont tenues, en date de 2022, cinq conférences générales de l’épiscopat latino-américain et caribéen :
- la conférence de Rio de Janeiro, à Rio de Janeiro au Brésil, en 1955, qui a débouché sur la création du CELAM ;
- la conférence de Medellín, à Medellín en Colombie, en 1968, au cours de laquelle celle-ci se prononce en faveur de la « libération » des peuples opprimés, développant par là même un courant qui donnera naissance à la théologie de la libération[6] ;
- la conférence de Puebla, à Puebla au Mexique ;
- la conférence de Saint-Domingue, à Saint-Domingue en République dominicaine, en 1992 ;
- la conférence d’Aparecida, à Aparecida au Brésil en 2007.

Le Conseil épiscopal latino-américain a participé à l’organisation des quatre dernières.